# D. R. Horton
D. R. Horton est une entreprise américaine de construction, spécialisée dans la construction d'habitation. Elle est basée à Arlington (Texas).

## Activités
- Construction de maisons individuelles et aménagement de lots de terrains

- Vente de maisons

## Marques
Horton, America's Builder, Emerald Homes, Express Homes, Freedom Homes, Pacific Ridge Homes

## Principaux actionnaires
Au 7 avril 2020.
| The Vanguard Group             | 10,4% |
| Donald Horton                  | 6,54% |
| SSgA Funds Management          | 4,26% |
| Sanders Capital                | 4,23% |
| Capital Research & Management  | 4,02% |
| Apollo Capital Management      | 3,65% |
| Fidelity Management & Research | 3,07% |
| Egerton Capital (UK)           | 2,65% |
| BlackRock Fund Advisors        | 2,41% |
| Long Pond Capital              | 2,39% |